# Un monstre et demi
Pour plus de détails, voir Fiche technique et Distribution.
Un monstre et demi (Un mostro e mezzo) est un film italien réalisé par Steno en 1964.

## Fiche technique
Sauf indication contraire, les informations mentionnées dans cette section peuvent être confirmées par la base de données cinématographiques IMDb,  présente dans la section « Liens externes ».
- Titre français : Un monstre et demi[1]
- Titre original : Un mostro e mezzo
- Réalisation : Steno
- Pays de production : Italie
- Langue originale : italien
- Date de sortie : 
  - Italie : 18 décembre 1964
  - France : 1er juillet 1966[1]

## Distribution
- Franco Franchi : Franco/Cesarone
- Ciccio Ingrassia : Paolo le professeur
- Alberto Bonucci : professeur Carogni
- Margaret Lee : Christine
- Lena von Martens : Mme Marini